# Soldanat de Rum
El Soldanat de Rum fou un soldanat establert el 1077 per membres del clan musulmà dels seljúcides després d'independitzar-se de l'Imperi Seljúcida. El soldanat s'establí sobre les terres d'Anatòlia conquerides a l'Imperi Romà d'Orient entre el 1077 i el 1307. Rumí és el nom donat als turcs d'aquest soldanat.
Les seves primeres capitals foren İznik i després Konya; a causa de l'alta mobilitat dels soldans, ciutats com Cesarea de Capadòcia i Sivas també exerciren les funcions de capitalitat. En el moment de màxima extensió, el soldanat s'estenia des d'Antalya-Alanya, a les costes mediterrànies, fins a Sinope, a la Mar Negre. A l'est, el soldanat absorbí altres estats turcs i arribà fins al llac Van. Els seus límits occidentals estaven a prop de Denizli a les portes de la mar Egea.

## Denominació
El terme «Rūm» prové de la paraula que els àrabs empraven per a designar els territoris de l'Imperi Romà. Per aquesta raó, els seljúcides, provinents de l'Àsia central, anomenaren d'aquesta manera les terres plenament romanitzades que havien arrabassat a l'Imperi Romà d'Orient i sobre les quals fundaren el Soldanat de Rūm (Soldanat de Roma). La historiografia turca contemporània ha inventat el terme Soldanat seljúcida d'Anatòlia (Anadolu Selçukluları) o, més recentment, Seljúcides de Turquia (Türkiye Selçukluları). Puntualment, en la historiografia occidental, també ha usat les denominacions Soldanat de Konya o Soldanat d'Iconi.

## Establiment
El 1070, el comandant seljúcida Süleyman I bin Kutalmish, pretendent al tron de l'Imperi Seljúcida i cosí de Màlik-Xah I, prengué el poder a Anatòlia. El 1075 capturà les ciutats romanes d'Orient de Nicea (İznik) i Nicomèdia (İzmit). Dos anys després, el 1077, s'independitzà de l'Imperi Seljúcida i es proclamà soldà, establint la seua capital en İzniq.
Süleyman I bin Kutalmish fou assassinat a Antioquia el 1086 per Tútuix I, el governador seljúcida de Síria, al mateix temps que el fill de Süleyman, Kilidj Arslan I, era empresonat. Quan Màlik-Xah I va morir l'any 1092, l'imperi es va dividir mentre el seu germà i els seus quatre fills es van barallar per la distribució de l'imperi entre ells. Màlik-Xah I va ser succeït a Anatòlia per Kilij Arslan I, fill de Sulayman I ibn Kutalmish, que va fundar el Soldanat de Rum als territoris romans d'Orient, i a Síria pel seu germà Tútuix I. A Pèrsia el va succeir el seu fill Mahmud ibn Màlik-Xah, el regnat del qual va ser disputat pels seus altres tres germans Barkyaruq a l'Iraq, Muhàmmad ibn Màlik-Xah a Bagdad i Àhmad Sanjar al Khorasan. Quan Tútuix I va morir el 1095, els seus fills Ridwan i Duqaq van heretar Alep i Damasc, respectivament, i també es van disputar entre ells, dividint encara més Síria entre emirs antagònics els uns amb els altres.

## Primera Croada

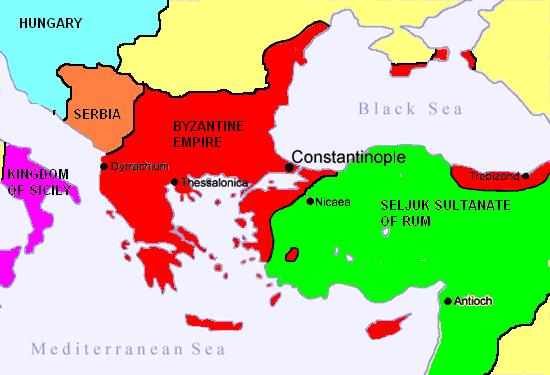
El Soldanat de Rum abans de la Primera Croada

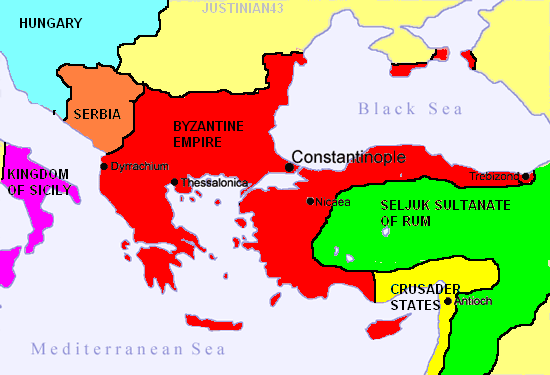
El Soldanat de Rum després de la Primera Croada

El jove sultà, Kilij Arslan I es trobava enmig d'una campanya militar a l'est, lluitant contra l'emirat dels danixmendites quan la Croada Popular va desembarcar a Àsia Menor el 6 d'agost de 1096 i va acampar a Hel·lenòpolis al nord-oest de Nicea, en aquell moment capital del soldanat seljúcida de Rûm, i van prendre Xerigordos, que va derrotar fàcilment pocs dies després. Kilij Arslan I va agafar confiança amb la presa de Xerigordos i va enviar el seu exèrcit contra els croats, que Nicea van ser emboscats i aniquilats pels turcs el 21 d'octubre de 1096 en la batalla de Civitot.
La primavera del 1097 els croats van marxar cap a la guerra. La seva primera victòria, lluitant al costat dels soldats romans d'Orient, va ser a la ciutat de Nicea, que havia estat presa pels turcs seljúcides uns anys abans i havia esdevingut una important plaça pels seljúcides. La ciutat fou sotmesa a un llarg setge, però la impossibilitat de tancar els accessos al llac vora la ciutat frustraren els intents d'impedir l'aprovisionament de la ciutat. Quan Kilidj Arslan I tingué notícies del setge retornà amb el seu exèrcit cap a Nicea per atacar els croats, però el 23 de maig del 1097 fou derrotat i patí fortes baixes. Veient que no podria auxiliar la ciutat, aconsellà a la guarnició que es rendís si la situació es feia insostenible. Per la seva part, l'emperador romà d'Orient, tement que els croats saquejarien i destruirien Nicea si queia en el seu poder, va pactar en secret la rendició de la ciutat d'esquena als croats. El matí del 19 de juny del 1097, els croats es llevaren amb la sorpresa de veure els estendards romans d'Orient voleiant en les muralles de la ciutat. Llevaren el setge i els fou prohibida l'entrada a la ciutat, fet que produí greus tensions entre els croats i els romans d'Orient. A partir d'allí prosseguiren el seu viatge cap a Jerusalem.
El 1105, Ridwan va abandonar Alep per ajudar el qadí de Trípoli, Fakhr al-Mulk ibn Ammar, contra els croats, però quan va saber que Tancred de Galilea havia assetjat Artah, va tornar enrere per alleujar la ciutat. Tancred va oferir pau a Ridwan, que la va rebutjar i va ser derrotat el 20 d'abril de 1105 en la batalla d'Artah, després de la qual Tancred va envair i saquejar els voltants d'Alep. Més tard, l'emir profatimita d'Apamea, Khalaf ibn Mula'ib, va ser assassinat i Ridwan va afegir la ciutat al seu domini, tot i que la va perdre davant Tancred el 1106. Aquests esdeveniments van fer que Ridwan s'aliés amb Ilghazi contra Jikirmish, l'emir de Mossul, en assetjar Nussaybin. El nou emir de Mossul, Jawali Saqawa, es va unir a aquesta aliança contra Kilij Arslan I, el sultà seljúcida de Rûm, que havia ocupat Mossul. Ridwan i Jawali van derrotar i matar Kilij Arslan el 1107 en la batalla del riu Khabur.

## Màlik-Xah
Màlik-Xah, fill de Kilidj Arslan, capturà Konya en 1107, però fou derrotat per l'emperador romà d'Orient Aleix I Comnè en la batalla de Filomèlion i, segons una observació d'Anna Comnena en l'Alexíada que els historiadors consideren poc versemblant, va signar llavors un tractat amb l'emperador acceptant que els romans d'Orient recuperessin totes les seves terres a Anatòlia.

## Messud I
Amb suport dels danixmendites, Messud, germà de Màlik-Xah, el va derrotar i capturar Konya en 1116, i Màlik-Xah fou encegat i finalment assassinat pel seu germà Messud, que el va succeir com a sultà. El tractat amb Aleix I Comnè va ser anul·lat. En 1126 Arab ibn Kilidj Arslan I, que s'havia establert a Ankara i Kastamonu va dirigir-se a prendre Konya, i Messud es va aliar amb l'emperador. Junts el van derrotar, Arab es va refugiar al Regne Armeni de Cilícia i Joan II Comnè va capturar Kastamonu, que acabà en mans d'Amir Ghazi. Messud va avançar llavors per l'Anatòlia occidental.
Messud, a finals del seu regnat, lluità contra els exèrcits de la Segona Croada. Un dels exèrcits estava comandat per Conrad III d'Alemanya i l'altre per Lluís VII de França. Messud derrotà ambdós; els primers en la batalla de Dorilèon el 1147 i els segons a Laodicea del Licos a prop de l'actual Denizli, en la batalla del Mont Cadme el 1148. A la seva mort fou succeït pel seu fill Kilij Arslan II el 1156, quan el Soldanat de Rum controlava pràcticament la totalitat del centre d'Anatòlia.

## Tercera Croada i Batalla de Miriocèfal

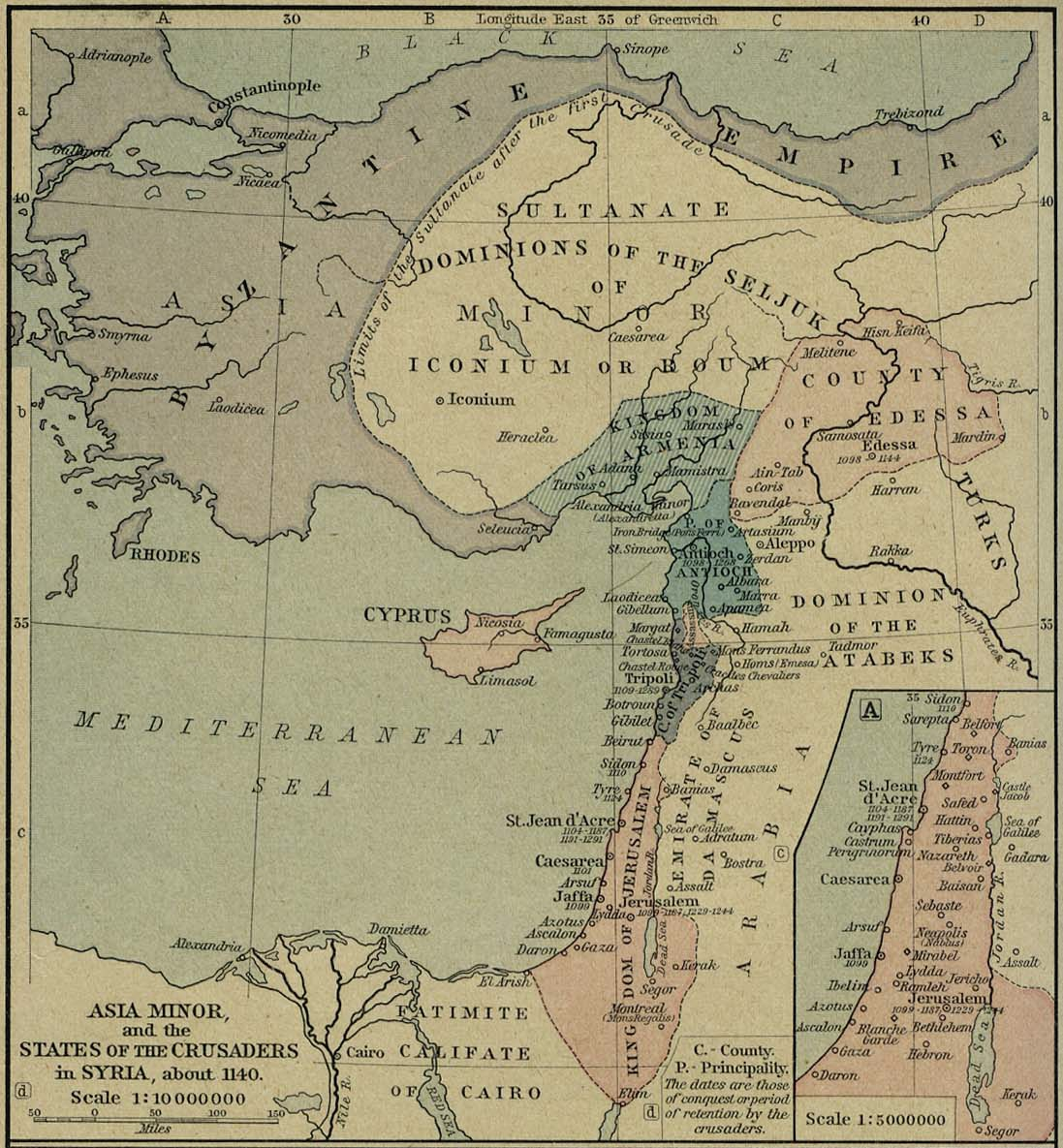
El Soldanat de Rum abans de Batalla de Miriocèfal

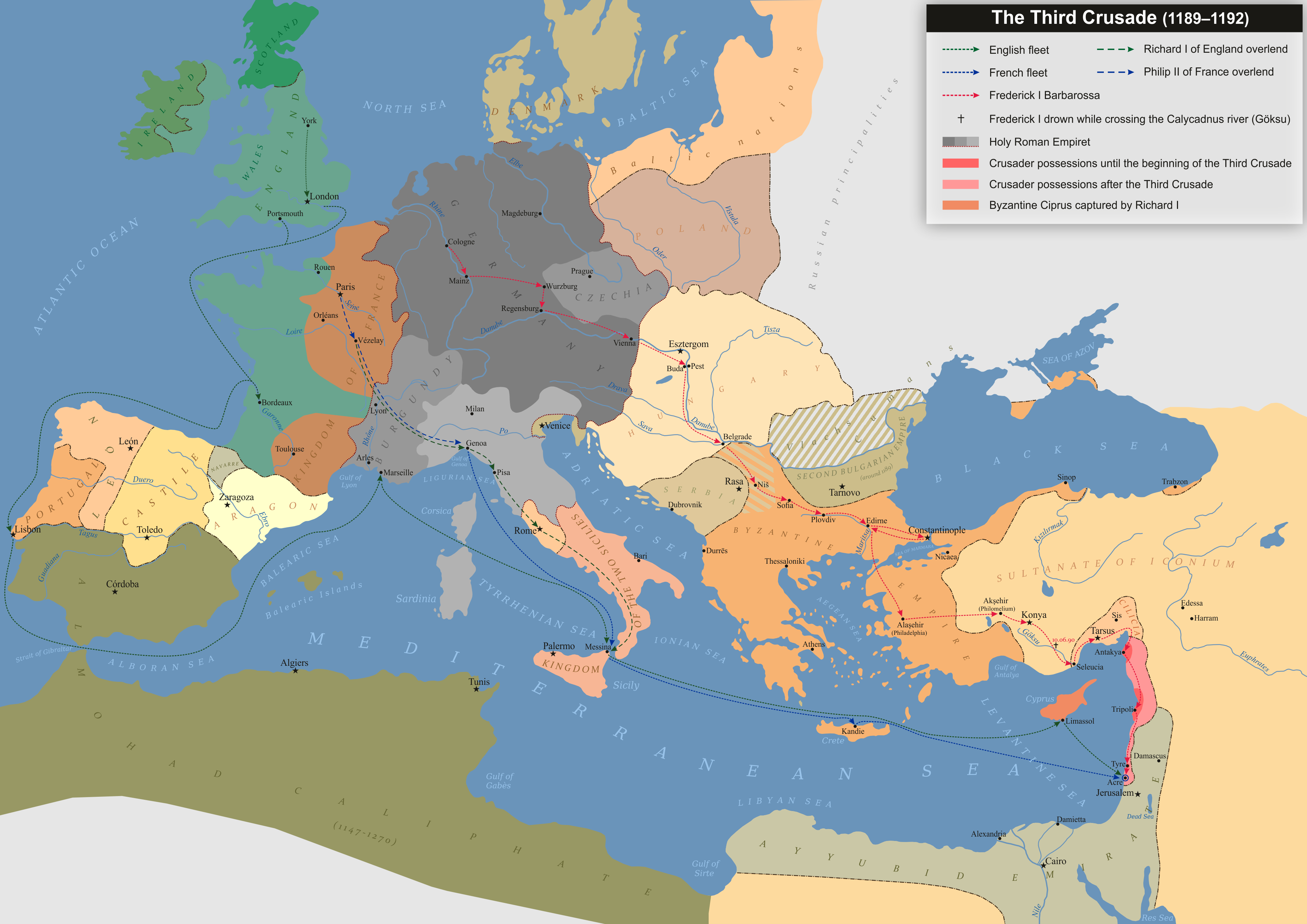
Rutes de la Tercera Croada

El fill de Messud I, Kilidj Arslan II, conquerí els territoris a l'entorn de Sivas i Melitene (Malatya) als darrers Danixmendites, i en la batalla de Miriocèfal de 1176, Kilidj Arslan II derrotà l'exèrcit romà d'Orient de Manuel I Comnè i enterrà definitivament les perspectives d'un ressorgiment romà d'Orient a l'Anatòlia. Kilidj Arslan el 1187 va decidir repartir el soldanat entre deu fills, un germà i un nebot. Malgrat que el 1190, durant la Tercera Croada, els croats saquejaren Konya després de la batalla d'Iconi prenent una gran quantitat de botí, però tan bon punt els croats marxaren la ciutat fou recuperada per Kutb al-Din, el fill gran de Kilidj Arslan II, que va dirigir els turcs en la batalla d'Iconi i va fugir per tornar i controlar Konya mentre Kilij Arslan II escapava refugiant-se a Kayseri. Kutb al-Din es va declarar el nou sultà, però el seu pare i el seu germà Kaykhusraw el van expulsar de Konya el 1192, després el van perseguir fins a Aksaray i van assetjar la ciutat, i durant el setge morí Kilidj Arslan II, que va nomenar Kaykhusraw I com a successor. El Soldanat de Rūm es recuperà ràpidament i consolidà el seu poder a Anatòlia.

## Expansió
Mort Kilij Arslan II el 1192, Khaykhusraw no va poder fer reconèixer la seva supremacia als altres germans, que van iniciar la guerra contra els veïns per eixamplar territoris i Khaykhusraw es va replegar a territori romà d'Orient. Després de la mort del soldà de l'Imperi Seljúcida Toghrul III el 1194, el soldanat de Rūm esdevingué l'únic territori sota el control del clan dels seljúcides. Kutb al-Din va morir el 1197 i el seu hereu Rukn al-Din Sulaymanshah I va ocupar Konya restaurant la unitat del soldanat conquerint territoris a l'est, però fou aturat per Tamara de Geòrgia el 1202 en la batalla de Bassèn. Mort Rukn al-Din el 1204 només va deixar un fill menor d'edat, Kilidj Arslan III.
Khaykhusraw es va apoderar del soldanat en 1205 reconquerint Konya i sota el seu comandament i el dels seus dos successors el Soldanat de Rūm assolí la seva màxima esplendor, conquerí el port d'Antalya a la costa mediterrània al Regne de Xipre en 1207, que fou la primera sortida del soldanat al mar. El 1209, Aleix III Àngel es va voler fer reconèixer emperador a Nicea, però Teodor I Làscaris s'hi va oposar; Aleix va conspirar contra Teodor amb el suport de Kaikhusraw I, a la cort del qual va fugir el 1210. Teodor i Aleix, aquest amb suport de Rum, es van enfrontar en una batalla decisiva prop d'Antioquia del Meandre (Alaşehir) el 1211, en la qual Kaykhusraw va morir i les seves forces i les de l'antic emperador Aleix van quedar derrotades (Aleix fou fet presoner per Teodor). El va succeir el seu fill Izz al-Din Kaykaus I.
Kaykaus recuperà Sinope en 1214, que estava a la zona tampó entre l'Imperi de Nicea i l'Imperi de Trebisonda i donà accés al Mar Negra. A la mort d'al-Zahir d'Alep el 1216 va intentar conquerir aquest principat pel seu aliat i germà del difunt, al-Afdal ibn Salah al-Din, que als darrers anys vivia exiliat a Sumaysat (Samòsata) després d'haver estat a Salkhad al Hauran, en perjudici del fill d'al-Zahir, al-Aziz ibn al-Zahir, al que afavoria al-Adil I, el sultà i germà de Saladí; Kaykaus I fou derrotat per al-Ashraf ibn al-Adil, governador aiúbida de la Al-Jazira i fill d'al-Adil I. Llavors va organitzar una coalició amb Lulu, el regent de Mossul, però va morir a finals del 1221 sense veure acomplert el seu projecte. El va succeir el seu fill Ala al-Din Kaykubad I, que continuà conquerint, i també comprant, d'altres ciutat de la costa mediterrània entre 1221 i 1225 i a l'est derrotà els mengücekoğullarıs d'Erzindjan en 1228 i inicià la pressió sobre els Ortúkides. En 1222 va posar setge a Trebisonda, fracassant en l'intent.
Durant aquest període els soldans seljúcides afavoriren el comerç, establint rutes caravaneres que portaven productes de l'Iran i Àsia central als ports mediterranis. S'establiren forts lligams comercials amb República de Gènova. L'increment de la riquesa permeté als soldans de Rūm d'absorbir d'altres estats d'Anatòlia: els danishmèndides, els mengücekoğulları, els saltúquides i els ortúkides.

## Sotmetiment a l'Imperi Mongol
Kaykhusraw II (1237-1246) inicià el seu regnat capturant la regió a l'entorn de Diyar Bakr, però el 1239 hagué de fer front a l'alçament popular liderat pel predicador Baba Ishak. Després de tres anys aconseguí sufocar la rebel·lió però la seva posició s'havia debilitat. En aquesta situació s'hagué d'enfrontar a l'expansionisme de l'Imperi Mongol. Entre 1242 i 1243 els mongols conqueriren Erzurum i finalment, en la batalla de Köse Dağ els seljúcides de Rūm foren derrotats. A partir d'aleshores el Soldanat de Rūm esdevingué vassall de l'Imperi Mongol.
Els tres fills de Kaykhusraw eren tots nens en el moment de la seva mort el 1246, i el visir Shams al-Din al-Isfahani va posar al tron el més gran, Kaykaus II, d'onze anys mentre nomenava aliats a llocs clau a la cort, però Guyuk va nomenar Kilidj Arslan IV, i els seus partidaris van assassinar al-Isfahani, però el seu poder va quedar afeblit per la mort de Guyuk. El nou visir Djalal ad-Din Karatay va intentar estabilitzar la situació compartint el soldanat entre els tres germanastres, Kaykaus amb capital a Konya, Kilidj Arslan amb capital a Sivas i Kaykubad II, amb capital a Malatya mentre Shams al-Din al-Isfahani quedava encarregat del govern en nom dels tres prínceps, el que li donava el poder efectiu, fent front al corrent constant d'enviats mongols que demanaven tributs a Anatòlia.
La mort de Djalal ad-Din Karatay el 1254 va deixar un buit de poder que va renovar la competència entre els partidaris rivals de Kilidj Arslan i Kaykaus, que van decidir enviar Kaykubad a Karakorum per confirmar la lleialtat de la seva família als mongols, i va morir en la missió. Kaykaus tenia el suport dels grecs de l'Imperi de Nicea i Kilidj Arslan dels mongols i a més tenia al seu servei al pervaneh Muin al-Din Sulayman, una mena de primer ministre, que s'havia casat amb la princesa Tamara; Kilidj Arslan es va revoltar obertament a Kayseri, fou derrotat i fet presoner a Amasya.
Kaykaus II es va negar a donar suport a Möngke en la conquesta del Califat Abbàssida i l'octubre del 1256 el seu general Baidju el derrotà juntament amb els cristians de l'exiliat Miquel Paleòleg en la batalla d'Aksaray i es va refugiar a Nicea, mentre el seu germà fou proclamat a Kayseri i tota l'Anatòlia esdevingué oficialment sota el govern de Möngke Khan.
Kilidj Arslan IV fou executat el 1265 i Kaykhusraw III esdevingueren els governadors nominals de l'Anatòlia, però el poder real era controlat pels mogols.

## Fragmentació: els beilicats turcs d'Anatòlia
Al seu torn, el Soldanat de Rum es començà a fragmentar en petits beilicats, que progressivament es distanciaren del govern seljúcida dominat pels mogols. El 1277, el soldà mameluc Bàybars I derrotà els mongols en la batalla d'Elbistan i temporalment dominà els Soldanat de Rum, malgrat això no aconseguí suficient suport local i hagué de retornar a Egipte i els mongols tornaren a assumir el control.
Cap a la fi del regnat de Kaykhusraw III, aquest tan sols governava sobre les terres a l'entorn de Konya. Alguns dels beilicats (incloent-hi els otomans en els seus inicis) i alguns comandant seljúcides d'Anatòlia continuaren reconeixent, de manera nominal, la supremacia de Konya, entregant el khutba als soldans com a reconeixement de la seva supremacia, mentre que aquests continuaren anomenant-se Fahreddin, «l'Orgull de l'Islam». Quan Kaykhusraw III fou executat el 1284, la dinastia seljúcida patí una nova crisi interna marca per les lluites intestines que perduraren fins al 1303, quan el fill de Kaykaus II, Masud II, s'establí com a soldà a Kayseri. Però Masud II i el seu fill Masud III foren assassinats el 1308, i quedà definitivament abolit el soldanat i Bedreddin Mahmud Bey va capturar la capital dels seljúcides, Posteriorment un parent llunyà de la dinastia seljúcida s'instal·là temporalment com a emir a Konya, però fou derrotat i les seves terres foren conquerides per Karaman-oğhlu el 1328.